# Le Born (Alta Garonna)
Le Born è un comune francese di 422 abitanti situato nel dipartimento dell'Alta Garonna nella regione dell'Occitania.

## Società

### Evoluzione demografica
Abitanti censiti

## Monumenti

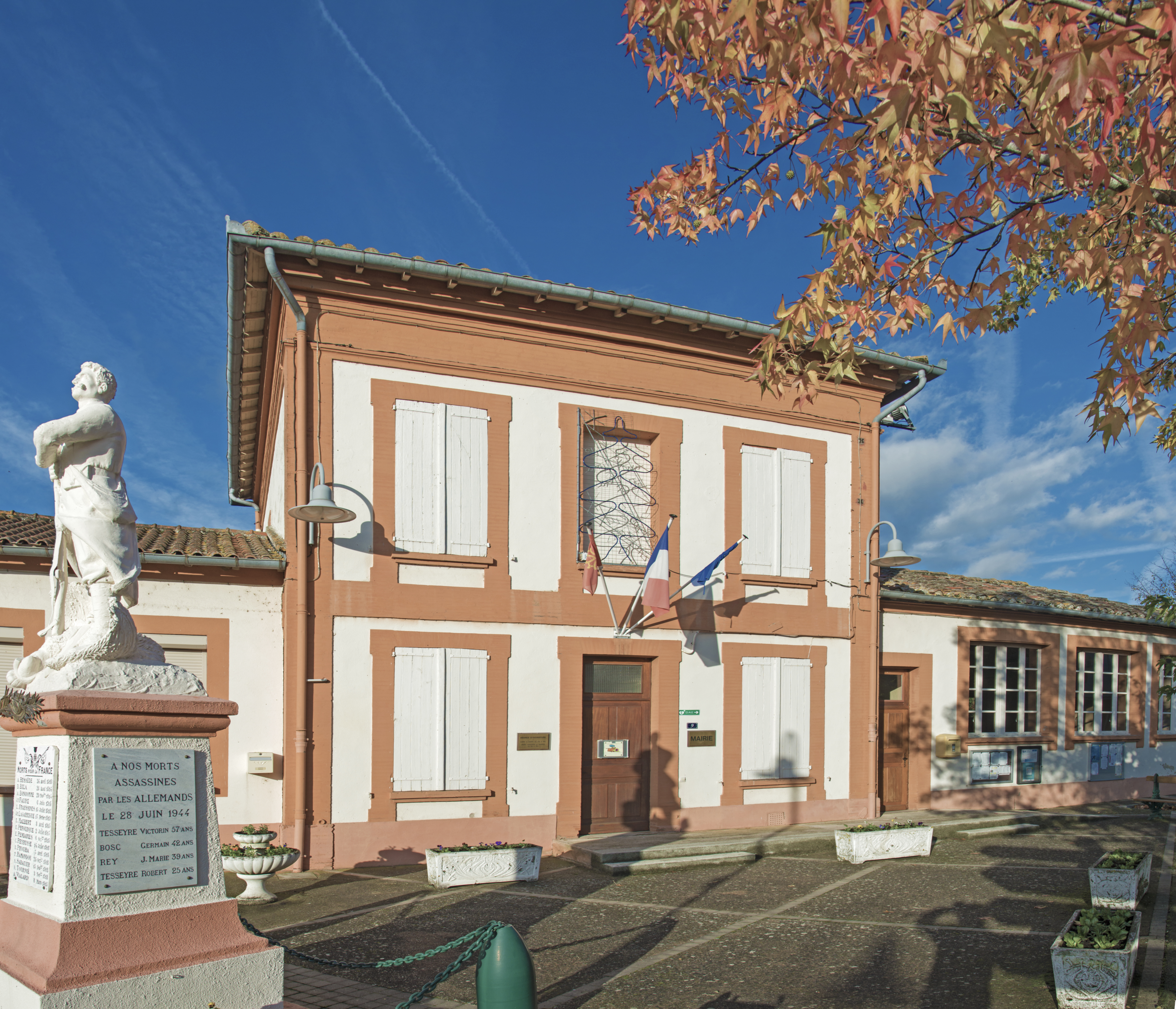
Il municipio
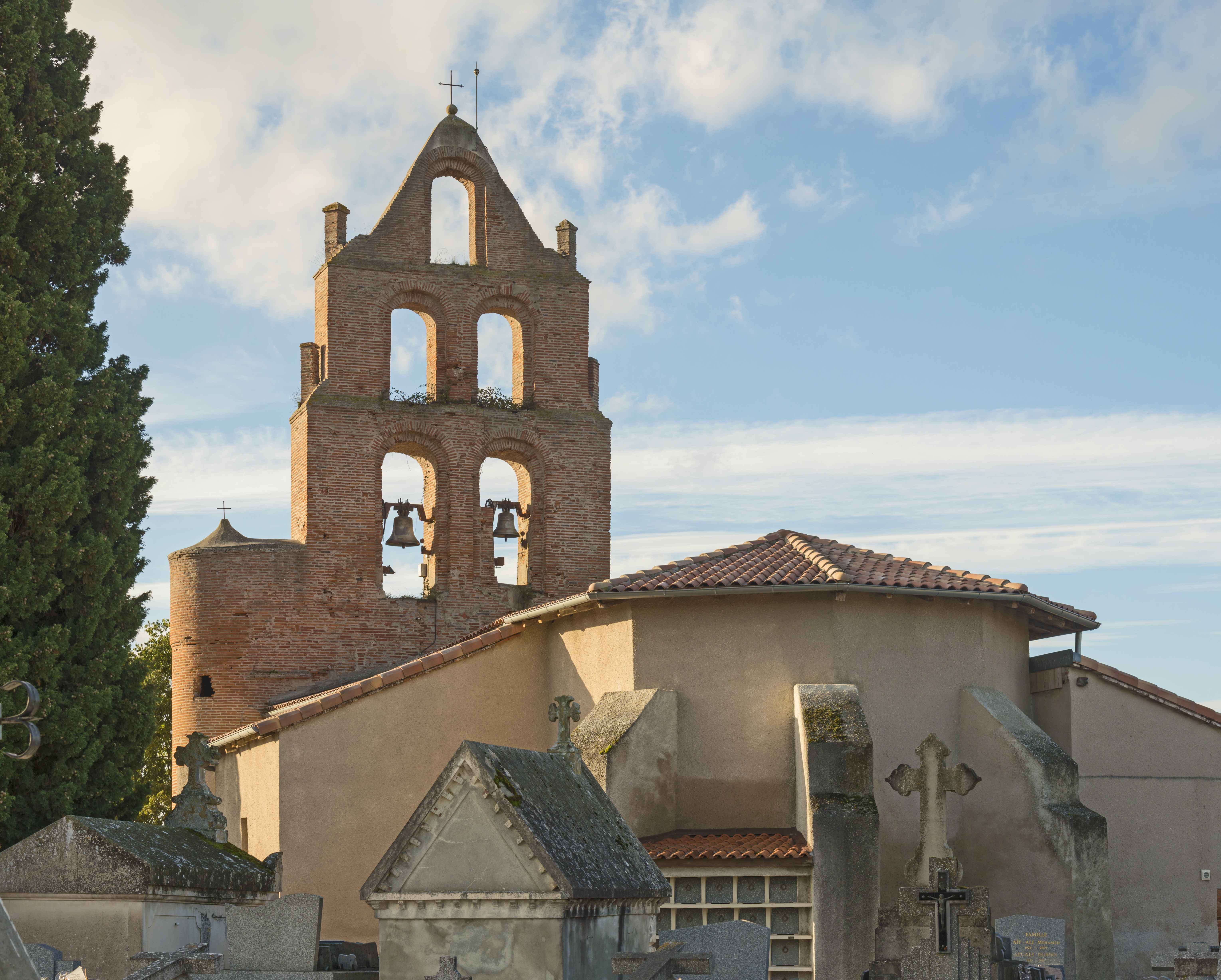
La chiesa